# Viscosidade
Viscosidade é a propriedade física que caracteriza a resistência de um fluido ao escoamento, isto é, ao transporte microscópico de quantidade de movimento por difusão molecular. Ou seja, quanto maior a viscosidade, menor será a velocidade com que o fluido se movimenta.

## Definição
É a propriedade física que caracteriza a resistência de um fluido ao escoamento, a uma dada temperatura.
Define-se pela lei de Newton da viscosidade:

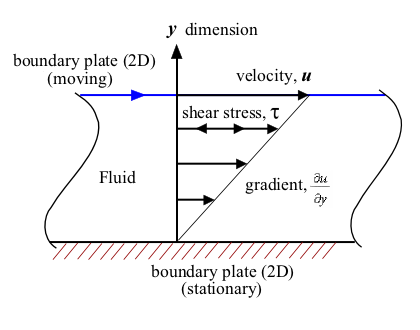
Pressão laminar de um fluido entre duas placas. Atrito entre o fluido e a superfície móvel causa a torsão do fluido. A força necessária para essa ação é a medida da viscosidade do fluido.

{\displaystyle \tau =\mu {\frac {\partial u}{\partial y}}}.
Onde {\displaystyle \tau } é a taxa de deformação angular do fluido, enquanto que a constante {\displaystyle \mu } é o coeficiente de viscosidade, viscosidade absoluta ou viscosidade dinâmica. Muitos fluidos, como a água ou a maioria dos gases, satisfazem os critérios de Newton e por isso são conhecidos como fluidos newtonianos. Os fluidos não newtonianos têm um comportamento mais complexo e não linear.
As suspensões coloidais, as emulsões e os géis são exemplos de fluidos não newtonianos, como o sangue, o ketchup, as suspensões de amido, as tintas e o petróleo. O coeficiente de viscosidade desses fluidos não é constante. 
Viscosidade é a propriedade associada à resistência que o fluido oferece à deformação por cisalhamento. De outra maneira pode-se dizer que a viscosidade corresponde ao atrito interno nos fluidos devido basicamente a interações intermoleculares, sendo em geral função da temperatura. É comumente percebida como a "grossura", ou resistência ao despejamento. Viscosidade descreve a resistência interna para fluir de um fluido e deve ser pensada como a medida do atrito do fluido. Assim, a água é "fina", tendo uma baixa viscosidade, enquanto óleo vegetal é "grosso", tendo uma alta viscosidade.

### Viscosidade cinemática
A viscosidade cinemática (letra grega ni, ν), é definida por:
{\displaystyle \nu ={\frac {\mu }{\rho }},}
onde ρ é a massa específica do fluido e μ é a viscosidade dinâmica.

### Unidades
No SI, a unidade da viscosidade cinemática ν é m²/s. No sistema CGS é utilizada a unidade Stokes (St), sendo um Stokes igual a 10−4 m²/s e dada a magnitude do seu valor é preferível utilizar a forma centistokes. 
A viscosidade absoluta tem como unidade Pa.s (N.s/m²) em unidades do SI. Essa unidade é normalmente expressa em mPa.s dado a sua magnitude. Outra forma conveniente, a partir do sistema CGS é o Poise, sendo um Poise igual a 0,1 Pa.s ou seja, um centipoise (cP) é igual a 1 mPa.s.

## Viscosidade nos líquidos
A viscosidade de qualquer fluido vem de seu atrito interno. Nos líquidos, este atrito interno origina-se das forças de atração entre moléculas relativamente próximas. Com o aumento da temperatura, a energia cinética média das moléculas se torna maior e consequentemente o intervalo de tempo médio no qual as moléculas passam próximas umas das outras torna-se menor. Assim, as forças intermoleculares se tornam menos efetivas e a viscosidade diminui com o aumento da temperatura. Por este motivo, um óleo lubrificante torna-se menos viscoso com o aumento da temperatura.

## Viscosidade nos gases
Em um gás as moléculas estão em média a distâncias relativamente grandes umas das outras, disto originando-se sua baixa densidade. Assim sendo, as forças de atracção entre moléculas não são efectivas na transmissão da energia cinética e por este motivo essas forças não podem produzir sua viscosidade. A viscosidade de um gás é produzida predominantemente da transferência de momentum, ou seja, da transferência de quantidade de movimento entre camadas adjacentes que se movam com velocidades de módulos diferentes. Por este motivo, a viscosidade de um gás aumenta com sua temperatura, pois as velocidade médias das partículas do gás aumentam com sua temperatura, diminuindo o tempo de interação entre uma molécula e outra, tornando a transmissão de energia cada vez mais difícil.

## Viscosidade de alguns materiais comuns
Algumas viscosidades de fluidos newtonianos estão listadas abaixo:
Gases (a 0 °C):
|            | viscosidade (Pa·s) |
| ---------- | ------------------ |
| hidrogênio | 8,4 × 10−6         |
| ar         | 17,2 × 10−6        |
| xenônio    | 21,2 × 10−6        |

Líquidos (a 20 °C):
|                    | viscosidade (Pa·s) |
| ------------------ | ------------------ |
| álcool etílico     | 0,248 × 10−3       |
| acetona            | 0,326 × 10−3       |
| metanol            | 0,597 × 10−3       |
| álcool propílico   | 2,256 × 10−3       |
| benzeno            | 0,64 × 10−3        |
| água               | 1,0020 × 10−3      |
| nitrobenzeno       | 2,0 × 10−3         |
| sangue humano      | 4 × 10−3           |
| mercúrio           | 17,0 × 10−3        |
| ácido sulfúrico    | 30 × 10−3          |
| óleo de oliva      | 81 × 10−3          |
| oleo de rícino     | 0,985              |
| glicerol           | 1,485              |
| polímero derretido | 10³                |
| piche              | 107                |

Fluidos com composições variadas, como mel, podem ter uma grande variedade de viscosidades.

## Medição da viscosidade
O coeficiente de viscosidade pode ser medido através do seguinte experimento: deixa-se uma esfera cair em um fluido, e mede-se a sua velocidade terminal. Então, aplicando-se a Lei de Stokes:
{\displaystyle \mu =2gr^{2}{\frac {\rho _{\text{esfera}}-\rho _{\text{fluido}}}{9v_{\text{terminal}}}}\,}
em que:
{\displaystyle g}: aceleração gravitacional, expressa em m/s²;
{\displaystyle r}: raio do corpo, expresso em m;
ρesfera: massa volúmica (massa específica) da esfera, expressa em kg/m³;
ρfluido: massa volúmica do fluido, expressa em kg/m³;
vterminal: a velocidade terminal que a esfera atinge no fluido, expressa em m/s.